# Chi Cygni
Désignations
Chi Cygni (χ Cygni / χ Cyg) est une étoile de la constellation du Cygne, située à environ ∼ 500 a.l. (∼ 153 pc) de la Terre. Il s'agit d'une étoile variable de type Mira dont la magnitude apparente visuelle varie grandement, entre 3,3 et 14,2, selon une période d'environ 400 jours. Sa variabilité a été mise en évidence pour la première fois en 1686.
χ Cygni est une étoile de la branche asymptotique des géantes, c'est-à-dire une géante rouge très froide et lumineuse approchant de la fin de sa vie. C'est une étoile de type S.

## Histoire

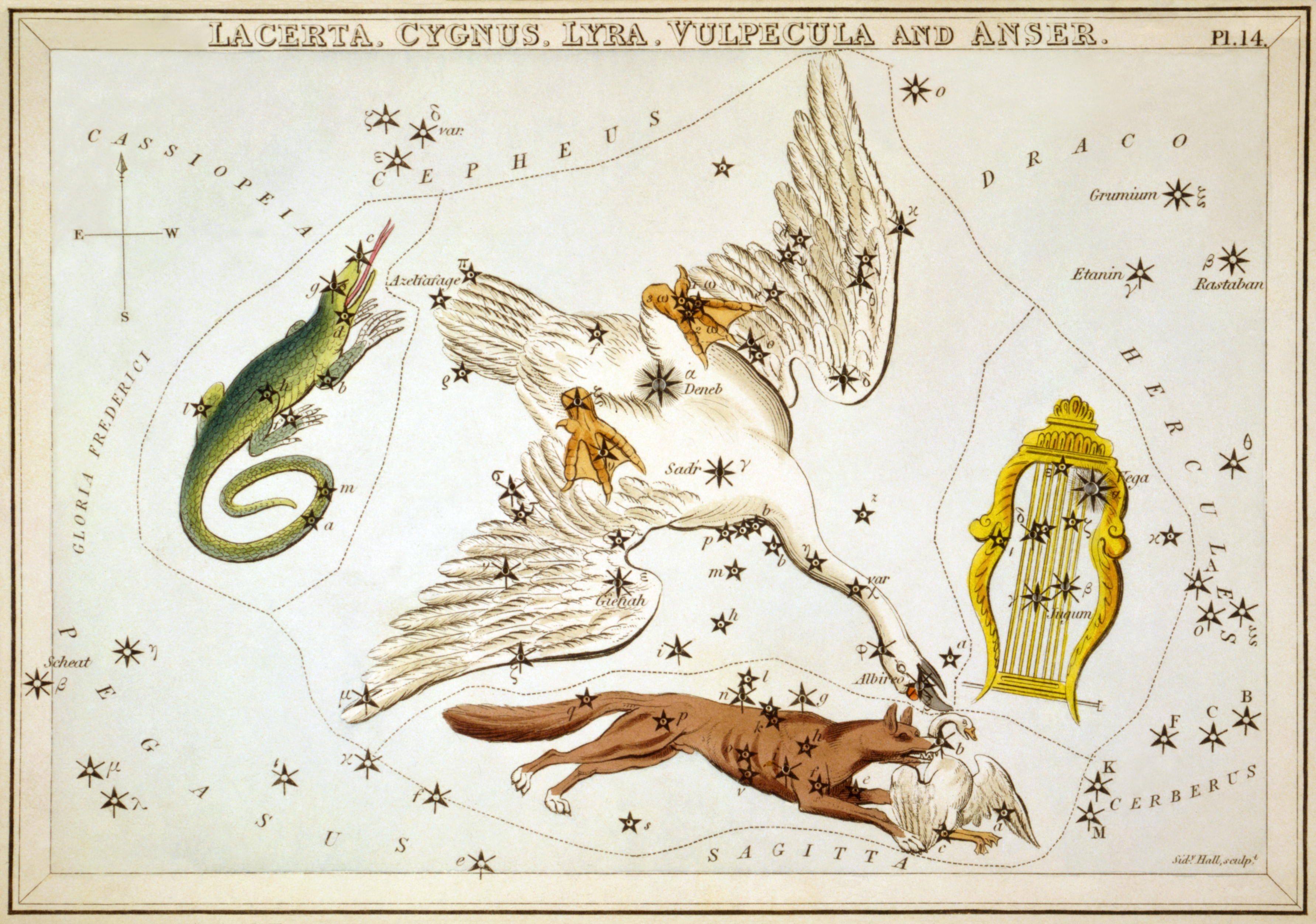
Illustration du Cygne dans l'Urania's Mirror, où χ est marquée comme étant variable.

Flamsteed a enregistré que son étoile 17 Cygni correspondait au χ Cygni de Bayer. Il semblerait que χ n'était pas visible à ce moment, mais il n'y a pas plus d'informations à ce sujet et la contradiction a été mise en évidence seulement en 1816. Bayer a enregistré χ Cygni en tant qu'étoile de 4e magnitude, alors qu'elle était semble-t-il vers son maximum de luminosité.
L'astronome Gottfried Kirch a découvert la variabilité de χ Cygni en 1686. Alors qu'il faisait des recherches dans cette région du ciel pour observer la Nova Vulpeculae, il a remarqué que l'étoile marquée « χ » dans l'Uranometria de Bayer manquait. Il a continué de surveiller cette région du ciel et le 19 octobre 1686, il l'enregistra à la 5e magnitude.
Kirch considérait χ Cyg comme une variable régulière ayant une période de 404,5 jours, mais rapidement on a constaté que la période et l'amplitude variaient toutes deux considérablement d'un cycle à l'autre, comme le note Thomas Dick en 1842.
L'étoile n'a été observée que sporadiquement jusqu'au XIXe siècle. Argelander et Schmidt ont observé en continu l'étoile de 1845 à 1884. Il s'agissait alors des premières séries d'observations qui montraient les minima au cours des variations de sa luminosité. Puis, depuis le début du XXe siècle, χ Cyg est suivie en continu par de multiples observateurs.
Les premiers spectres de χ Cygni ne pouvaient être pris que lorsqu'elle était vers son maximum de luminosité. Ils montrent des raies d'absorption peu marquées, qui contrastent avec de vives raies en émission qui y sont surimposées. Typiquement, l'étoile était classifiée spectralement autour du type M6e. Lorsque la classe S a été introduite, χ Cygni a alors été considérée comme intermédiaire entre les classes M et S, classée S5e ou M6-M8e. Des spectres ultérieurs plus sensibles, pris près de ses minima, donnent des types spectraux plus tardifs, jusqu'à M10 ou S10,1e. Puis, avec la classification révisée des étoiles de type S, créée afin de mieux refléter le gradient qui existe entre les étoiles de type M et les étoiles carbonées, χ Cygni à son maximum de luminosité a été classée « S6 Zr2 Ti6 » ou « S6+/1e », considéré comme un équivalent à MS6+. D'autres types spectraux, pris à des phases différentes durant ses variations, sont compris entre S6/1e et S9/1-e, bien qu'aucune mesure n'ait été prise à son minimum de luminosité.

## Variabilité

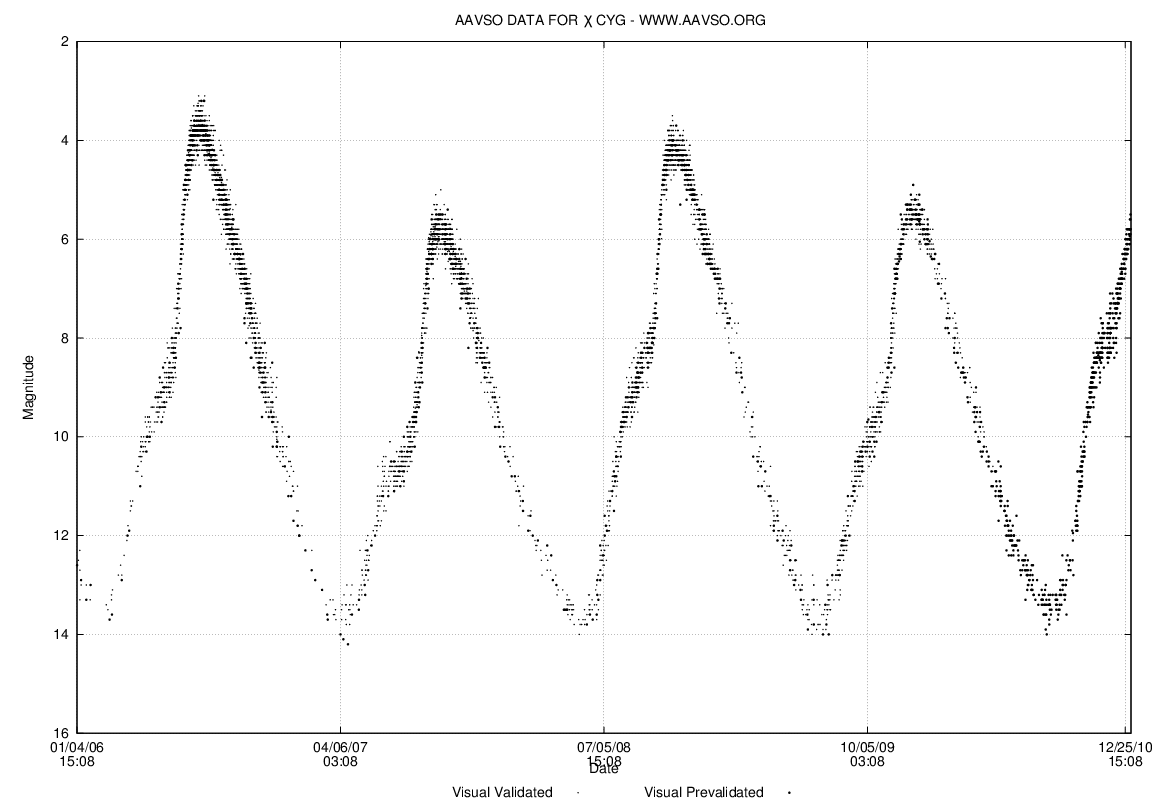
Courbe de lumière de χ Cygni de 2006 à 2010. Les dates sont exprimées dans le format MM-JJ-AA.

χ Cygni montre l'une des plus grandes variations connues en magnitude apparente parmi toutes les étoiles variables pulsantes. Les extrêmes observés sont de 3,3 et de 14,2 respectivement, ce qui correspond à une variation d'un facteur supérieur à 10 000 en luminosité. Sa magnitude maximale moyenne est d'environ 4,8, et sa magnitude minimale moyenne est de 13,4. La forme de sa courbe de lumière est assez cohérente d'un cycle à l'autre, avec une montée de luminosité qui est plus rapide que sa chute. Il existe une « bosse » approximativement à mi-chemin entre le minimum et le maximum, où l'accroissement de sa luminosité ralentit temporairement avant qu'elle ne remonte très rapidement vers le maximum. La hausse plus rapide et la bosse sont des caractéristiques fréquentes dans les courbes de lumière des variables de type Mira qui ont des périodes supérieures à 300 jours. Le temps durant lequel la hausse se fait est équivalent à 41-45 % du temps durant lequel se fait la baisse.
Les magnitudes maximale et minimale varient toutes deux considérablement d'un cycle à l'autre. Les maxima peuvent être plus lumineux que la magnitude 4 ou plus faibles que la magnitude 6, tandis que les minima peuvent être plus faibles que la magnitude 14, ou plus brillants que la magnitude 11. Le maximum de 2015 pourrait avoir été l'un des plus faibles jamais observés, approchant seulement la magnitude 6,5. À l'inverse, moins de dix ans auparavant, le maximum de 2006 a été le plus brillant depuis plus d'un siècle, avec sa magnitude de 3,8. Certains des minima les plus lumineux supposés pourraient simplement être dus à des observations incomplètes qui ne couvrent pas complètement le cycle. Les données sur de longues périodes de la BAA et de l'AAVSO montrent que les minima sont régulièrement restés entre les magnitudes 13 et 14 durant le XXe siècle.
La période d'un maximum à l'autre ou d'un minimum à l'autre n'est pas constante, pouvant varier jusqu'à 40 jours d'un côté ou de l'autre de la moyenne. Elle varie également en fonction de la période temporelle des observations utilisées, mais elle est généralement considérée comme étant de 408,7 jours. Des données indiquent que la période moyenne s'est accrue d'environ 4 jours durant les trois derniers siècles. Les variations de sa période, sur de plus courtes échelles de temps, semblent être aléatoires plutôt que cycliques, mais il est possible que l'accroissement de la période à long terme ne soit pas linéaire. Le changement de sa période est significatif seulement quand elle est calculée avec les maxima, et non quand on utilise les minima, qui sont disponibles seulement pour les cycles les plus récents.
Le type spectral de l'étoile varie de pair avec la variation de sa luminosité, de S6 à S10. Les types spectraux les plus précoces sont relevés lors du maximum de luminosité. Après ce dernier, les raies en émission commencent à devenir plus prononcées. Lorsque l'étoile s'approche du minimum, ces mêmes raies deviennent très prononcées et de nombreuses raies interdites et des raies moléculaires apparaissent.
Le diamètre de χ Cygni peut être mesuré directement avec l'interférométrie. Les observations montrent qu'il varie de 19 mas à 26 mas environ. Les changements de sa taille sont quasiment en phase avec les changements en luminosité et de type spectral. Sa taille la plus petite est observée à la phase 0,94, c'est-à-dire 30 jours avant le maximum de température.

## Distance
La parallaxe annuelle de χ Cygni a été calculé à 5,53 mas dans la nouvelle réduction des données du satellite Hipparcos de 2007, ce qui correspond à une distance de ∼ 590 a.l. (∼ 181 pc). La parallaxe ne vaut qu'un quart environ du diamètre angulaire de l'étoile. La marge d'erreur qui lui est associée est d'environ 20 %. Gaia DR2 donne une parallaxe de 0,266 3 ± 0,491 9 mas.
Sa distance peut également être estimée en comparant les changements du diamètre angulaire de l'étoile avec sa vitesse radiale mesurée depuis son atmosphère. Cela donne une parallaxe de 5,9 mas avec une précision similaire à la mesure directe, ce qui donne une distance de ∼ 550 a.l. (∼ 169 pc).
Les études plus anciennes dérivaient généralement des distances plus petites, comme 345, 370 ou 430 al. La parallaxe originelle calculée à partir des mesures d'Hipparcos était de 9,43 mas, ce qui indique une distance de ∼ 346 a.l. (∼ 106 pc).
Une autre méthode, qui consiste à comparer la magnitude apparente de χ Cygni avec sa magnitude absolue calculée à partir de sa relation période-luminosité, donne une distance compatible avec les valeurs les plus récentes de sa parallaxe.

## Propriétés

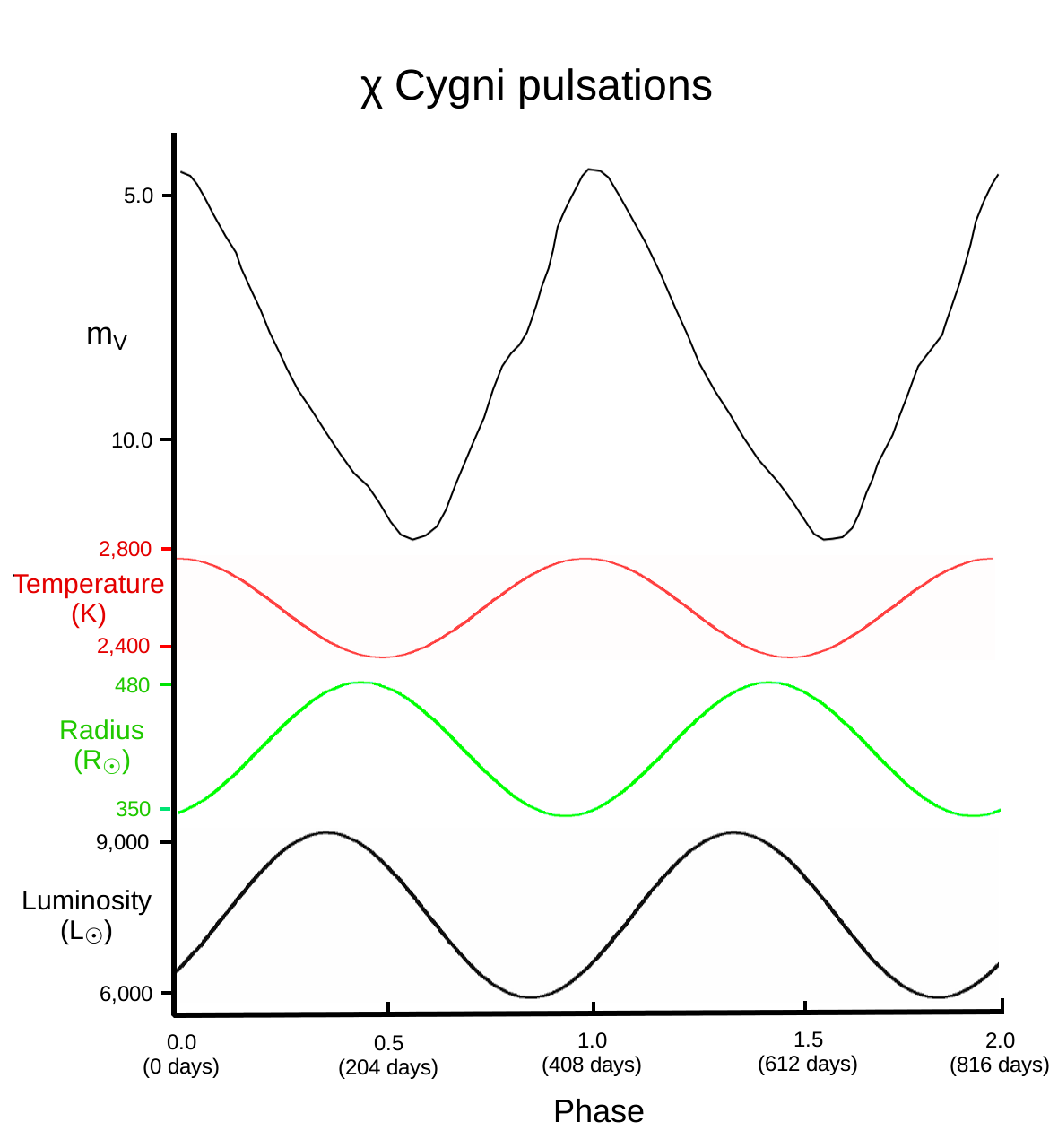
Variations de la magnitude visuelle, de la température, du rayon et de la luminosité bolométrique durant les pulsations de χ Cygni.

χ Cygni est bien plus grande mais aussi plus froide que le Soleil. Malgré sa faible température de surface, elle est des milliers de fois plus lumineuse que le Soleil en raison de sa grande taille. Elle pulse aussi bien en rayon et en température, qui varient sur une période d'environ 409 jours. Sa température varie entre 2 400 et 2 700 K et son rayon entre 350 et 480 R☉. Ces pulsations font que sa luminosité varie entre 6 000 et 9 000 L☉, et elles expliquent pourquoi la magnitude visuelle de l'étoile peut varier de plus de 10 magnitudes. Ce grand intervalle de variation est créé par un déplacement du rayonnement électromagnétique vers l'infrarouge quand sa température décroît, et par la formation à des températures froides de molécules qui absorbent sa lumière visuelle.
La magnitude visuelle de l'étoile est corrélée étroitement aux changements observés dans son type spectral et sa température. Les variations de son rayon sont quant à elles quasiment anti-corrélées avec celles de sa température. Son rayon le plus petit est atteint approximativement 30 jours avant qu'elle n'atteigne sa température maximale. La variation de la luminosité bolométrique est avant tout dirigée par les changements de la taille de l'étoile, avec une luminosité maximale observée à peu près 57 jours avant que le rayon le plus grand et la température la plus basse soient atteintes. La variation en luminosité est en retard de près d'un quart de cycle par rapport à la luminosité visuelle, ce qui signifie que l'étoile apparaît plus faible à sa luminosité maximale qu'à sa luminosité minimale.
La masse des étoiles isolées est difficile à estimer. Dans le cas de χ Cygni, ses pulsations offrent un moyen de mesurer directement l'accélération gravitationnelle des différentes couches de son atmosphère. Sa masse ainsi mesurée est de 2,1 M☉. Appliquer une relation empirique période/masse/rayon destinée aux étoiles de type Mira à χ Cygni donne plutôt une masse de 3,1 M☉. χ Cygni perd de la masse à un taux de un millionième de M☉ chaque année par l'intermédiaire d'un vent stellaire d'une vitesse de 8,5 km/s.
χ Cygni est souvent classée comme une étoile de type S en raison de la présence de bandes de monoxyde de zirconium (ZrO) et de monoxyde de titane (TiO) dans son spectre. Par rapport à d'autres étoiles de type S, les bandes de ZrO sont faibles et les bandes de monoxyde de vanadium (VO) sont visibles, si bien que son spectre est parfois décrit comme « MS », intermédiaire entre un spectre de type M normal et le type S. Il montre également des raies spectrales d'éléments issus du processus s comme le technétium, produit naturellement dans les étoiles AGB comme les variables de type Mira,. Les étoiles de type S sont à mi-chemin entre les étoiles de classe M qui ont des atmosphères plus riches en oxygène qu'en carbone, et les étoiles carbonées qui ont plus de carbone dans leur atmosphère. Le carbone remonte dans l'atmopshère lors des troisièmes dredge-ups qui se produisent avec les impulsions thermiques. Les étoiles de type S ont des rapports C/O compris entre ~0,95 et ~1,05. Le rapport C/O dans l'atmosphère de χ Cygni est de 0,95, ce qui est cohérent avec son statut d'étoile en limite des types S et MS.
χ Cygni est la première étoile de type Mira où un champ magnétique a pu être détecté. Il est admis que le très faible champ magnétique que l'on rencontre normalement parmi les étoiles de type AGB est ici amplifié par l'onde choc produite durant les pulsations de l'atmosphère de l'étoile.
Des masers SiO en provenance de χ Cygni ont été détectés en 1975. Une émission de H2O provenant de l'atmosphère de χ Cygni a été détectée en 2010, mais aucun maser H2O n'a été détecté.

## Évolution

Chemin de l'évolution d'une étoile de masse intermédiaire similaire χ Cygni.

χ Cygni est une géante rouge lumineuse et variable située sur la branche asymptotique des géantes (abrégé en anglais AGB). Cela signifie qu'elle a épuisé l'hélium qui était contenu dans son cœur, mais qu'elle n'est pas assez massive pour démarrer la fusion d'éléments plus lourds. Elle fusionne donc l'hydrogène et l'hélium au sein de coquilles concentriques situées autour de son cœur. Spécifiquement, elle est dans la phase AGB à impulsions thermiques (en anglais : thermally pulsing, abrégé TP-AGB) qui se produit quand la coquille d'hélium est proche de la coquille d'hydrogène et qu'elle connaît des flashs périodiques quand elle arrête un temps la fusion et que du matériel neuf issu de la coquille de fusion de l'hydrogène s'accumule.
Les étoiles AGB deviennent plus lumineuses, plus grandes, et plus froides au fur et à mesure qu'elles perdent de la masse et que leurs coquilles internes se rapprochent progressivement de la surface. Le taux de perte de masse s'accroît d'autant plus qu'elles perdent de la masse, tandis qu'au même moment la luminosité s'accroît, et que de plus en plus de produits de fusion sont remontés à la surface. Elles « gravissent » la branche asymptotique des géantes jusqu'à ce que leur taux de perte de masse devienne si extrême qu'elles commencent à gagner en température de surface. Elles entrent alors dans la phase post-AGB, avant qu'elles ne terminent leur vie en naine blanche.
L'évolution d'une variable de type Mira devrait conduire à une augmentation de sa période, en partant du principe qu'elle reste au sein de la région instable à l'origine des pulsations. Cependant, cette tendance à long terme est interrompue par les impulsions thermiques. Elles se produisent avec plusieurs dizaines de milliers d'années d'écart, mais on pense qu'elles produisent également des changements rapides de la période sur moins d'un millier d'années suivant la pulsation. Les changements de la période de pulsation détectés de χ Cygni suggèrent que l'étoile est à la fin d'un changement rapide issu d'une impulsion thermique. Les changements de la période entre deux impulsions sont trop lents pour pouvoir être détectés avec les observations actuellement disponibles,.
Les impulsions thermiques de la phase TP-AGB engendrent progressivement des changements de plus en plus importants jusqu'à la fin de la phase AGB. Chaque impulsion créé une instabilité interne qui démarre elle-même un mouvement de convection de la surface vers la coquille de fusion de l'hydrogène. Quand cette zone de convection devient assez profonde, elle déplace les produits de fusion en direction de la surface. Ce mécanisme est décrit comme le troisième dredge-up, bien qu'il puisse s'en produire plusieurs. L'apparition de ces produits de fusion à la surface sont à l'origine du changement de type de l'étoile de la classe M vers la classe S, et à terme à sa transformation en étoile carbonée.
La masse initiale et l'âge d'une étoile de la branche asymptotique des géantes sont difficiles à déterminer avec précision. Les étoiles de masse intermédiaire perdent relativement peu de masse — moins de 10 % — jusqu'au début de la phase AGB, mais elles connaissent ensuite d'importants taux de pertes de masse, en particulier durant la phase de TP-AGB. Les étoiles qui ont des masses initiales très différentes peuvent montrer des propriétés très similaires durant l'AGB. Par exemple, une étoile ayant une masse initiale de 3 M☉ atteindra l'AGB en environ 400 millions d'années (Ma), puis mettra 6 Ma à atteindre la TP-AGB, et passera 1 Ma dans phase TP-AGB. Elle perdra environ 0,1 M☉ avant la TP-AGB et 0,5 M☉ durant la TP-AGB. Le cœur de 0,6 M☉ composé de carbone et d'oxygène deviendra une naine blanche et l'enveloppe résiduelle se dispersera pour éventuellement devenir une nébuleuse planétaire.